# Ludovico Tarsia
Ludovico Tarsia (Napoli, 2 ottobre 1876 – Napoli, aprile 1970) è stato un politico italiano.

## Biografia
Medico chirurgo, si era iscritto al Partito Socialista Italiano alla fine dell'Ottocento. Al XVI Congresso del PSI, nel 1919, si schierò con la frazione astensionista di Amadeo Bordiga, e con lui lasciò il partito due anni dopo in occasione della scissione di Livorno, venendo eletto nel Comitato centrale del neonato Partito Comunista d'Italia. Nel 1928 per sfuggire al fascismo emigrò in Brasile, da cui rientrò nel 1936. Per alcuni anni si dedicò alla sola attività professionale, divenendo direttore dell'Ospedale militare di Trieste. Dopo la guerra aderì al Partito Comunista Internazionalista.